# Pioneerof the Nile
Pioneerof the Nile, född 5 maj 2006, död 18 mars 2019 på WinStar Farm i Versailles, Kentucky, USA, var ett engelskt fullblod, mest känd under sin tävlingskarriär för att ha kommit tvåa i Kentucky Derby 2009. Efter tävlingskarriären är han mest känd som far till Triple Crown-vinnaren American Pharoah.

## Bakgrund
Pioneerof the Nile föddes upp i Kentucky av ägaren Zayat Stables. Han var under segraren av Belmont Stakes 2003 Empire Maker, och under Star of Goshen (efter Lord at War). Pioneerof the Nile tränades inledningsvis av Bill Mott, och senare av Bob Baffert.
Pioneerof the Niles ovanliga stavning på namnet, kommer från att The Jockey Club som registrerar hästar, endast ger plats för 18 tecken, inklusive mellanrum. Zayat Stables beslöt då att ta bort ett mellanrum mellan orden "Pioneer" och "of".

## Karriär
Pioneerof the Nile sprang in 1,6 miljoner dollar på 10 starter, varav 5 segrar, 1 andraplats och 1 tredjeplats. Han tog karriärens största seger i Santa Anita Derby (2009). Bland andra större segrar räknas också CashCall Futurity (2008), Robert B. Lewis Stakes (2009) och San Felipe Stakes (2009). Han kom även på andra plats i Kentucky Derby (2009).

### Tvååringssäsongen 2008
Pioneerof the Nile debuterade som tvååring den 4 augusti 2008 i ett Maiden Special Weight löp över 1 1/16 miles på gräs, på Saratoga, där han slutade fyra, slagen med två och en halv längd. Hans sprang sitt nästa löp den 25 augusti, med samma kriterier på Saratoga. Han segrade i löpet med en längd. Hans nästa start kom i grupp 1-löpet Breeders' Futurity Stakes, på Keeneland, där kom på tredje plats.
Han startade sedan tillsammans med elva andra hästar i Breeders' Cup Juvenile, som hölls på Santa Anita Park samma år, där han slutade på femte plats, endast 2 3/4 längd efter segrande Midshipman.
Pioneerof the Nile flyttades sedan till Bob Bafferts träning, och gjorde sin första start i dennes regi i CashCall Futurity, den 20 december på Hollywood Park. I löpet var han favoritspelad, och motsvarade förväntningarna då han lyckades att segra dirkekt.

### Treåringssäsongen 2009
Pioneerof the Nile debuterade som treåring i Robert B. Lewis Stakes, den 7 februari på Santa Anita Park, där han mötte åtta andra treåringar, bland annat rivalen och tvåan i CashCall Futurity, I Want Revenge. Efter ett tufft löp, segrade han med en halv längd över Papa Clem.
Han gjorde sin nästa start i San Felipe Stakes, där han var spelfavorit, och segrade med 1 1/4 längd.
Den 4 april startade Pioneerof the Nile i Santa Anita Derby, i vad som var tänkt att bli en duell mellan honom och segraren av Sham Stakes, The Pamplemousse. Dock så ströks The Pamplemousse på grund av en skada samma morgon som löpet skulle ridas, och hans främsta konkurrent blev istället segraren av El Camino Real Derby, Chocolate Candy. I löpet gjorde Pioneerof the Nile en bra start, och låg på fjärde plats på bortre långsidan. Han reds sedan till ledningen, där han sedan drog ifrån och segrade med en längd framför Chocolate Candy.

#### Triple Crown-löpen
Den 16 april startade Pioneerof the Nile i 2009 års upplaga av Kentucky Derby. Kentucky Derby kom att bli Pioneerof the Niles första start på dirttrack, då alla hans tidigare löp varit på  gräs eller syntetiska ytor. I löpet startade han från bricka 16, spelad till tredjehandsfavorit, mot arton andra hästar. Då det regnat innan löpet, sades banan vara "tung". I löpet gjorde han en bra start, och kördes till tredje plats. I sista sväng började han att avancera, och på upploppet såg det ut som att Pioneerof the Nile skulle gå mot seger. Mine That Bird, en storskräll (50 gånger pengarna) kom dock snabbt på insidan, och drog ifrån till en stor ledning. Pioneerof the Nile kämpade med resten av fältet och blev tvåa, precis före Musket Man, men var 6 3/4 längd bakom Mine That Bird.
Pioneerof the Niles nästa start blev i Preakness Stakes den 16 maj, då han på nytt mötte Mine That Bird, samt segraren av Kentucky Oaks, stoet Rachel Alexandra. Efter en tung löpning slutade han på elfte plats (av tretton hästar).

### Avelskarriär
Pioneerof the Nile avslutade sin tävlingskarriär, efter att en muskelskada upptäckts i juli 2009. Han stod inledningsvis som avelshingst på Vinery Stud i Lexington, Kentucky. Som avelshingst blev han mest känd som far till den 12:e Triple Crown-vinnaren, American Pharoah (född 2015). 2016 segrade hans avkomma Classic Empire i Breeders' Futurity samt Breeders' Cup Juvenile, vilket gjorde att han utsågs till Champion Two-Year-Old Colt. Classic Empire segrade även i Arkansas Derby (2017) innan han blev fyra i Kentucky Derby (2017) och blev slagen med ett huvud i Preakness Stakes (2017).
Pioneerof the Nile var länge verksam som avelshingst på WinStar Farm.

### Död
Efter att ha betäckt ett sto på morgonen den 18 mars 2019, började Pioneerof the Nile bete sig annorlunda, då han kommit tillbaka till sin boxplats. WinStar Farm lastade honom omedelbart i en hästtrailer för att transportera honom till en veterinärklinik, men Pioneerof the Nile dog på vägen. En obduktion visade att han hade drabbats av en hjärtattack.

## Statistik
| Nr | Datum            | Löp                       | Bana             | Jockey          | Tränare     | Distans     | Plac. | Ref.   |
| -- | ---------------- | ------------------------- | ---------------- | --------------- | ----------- | ----------- | ----- | ------ |
| 1  | 4 augusti 2008   | Maiden Special Weight     | Saratoga         | Kent Desormeaux | Bill Mott   | 1 ⁄16 miles | 4     | [ 25 ] |
| 2  | 25 augusti 2008  | Maiden Special Weight     | Saratoga         | Kent Desormeaux | Bill Mott   | 1 ⁄16 miles | 1     | [ 26 ] |
| 3  | 4 oktober 2008   | Breeders' Futurity Stakes | Keeneland        | Kent Desormeaux | Bill Mott   | 1 ⁄16 mil   | 3     | [ 27 ] |
| 4  | 25 oktober 2008  | Breeders' Cup Juvenile    | Santa Anita Park | Robby Albarado  | Bill Mott   | 1 ⁄16 mil   | 5     | [ 28 ] |
| 5  | 20 december 2008 | CashCall Futurity         | Hollywood Park   | Garrett Gomez   | Bob Baffert | 1 ⁄16 mil   | 1     | [ 29 ] |
| 6  | 7 februari 2009  | Robert B. Lewis Stakes    | Santa Anita Park | Garrett Gomez   | Bob Baffert | 1 ⁄16 mil   | 1     | [ 30 ] |
| 7  | 14 mars 2009     | San Felipe Stakes         | Santa Anita Park | Garrett Gomez   | Bob Baffert | 1 ⁄16 mil   | 1     | [ 31 ] |
| 8  | 4 april 2009     | Santa Anita Derby         | Santa Anita Park | Garrett Gomez   | Bob Baffert | 1 ⁄8 mil    | 1     | [ 32 ] |
| 9  | 2 maj 2009       | Kentucky Derby            | Churchill Downs  | Garrett Gomez   | Bob Baffert | 1 ⁄4 mil    | 2     | [ 33 ] |
| 10 | 16 maj 2009      | Preakness Stakes          | Pimlico          | Garrett Gomez   | Bob Baffert | 1 3⁄16 mil  | 11    | [ 34 ] |